# فلبوس ماكر
فلبوس ماكر (الاسم العلمي: Phyllobius insidiosus) هو نوع من الحشرات يتبع جنس الفلبوس من فصيلة السوسية الحقيقية.